# Riserva naturale orientata Bosco Ronchetti
La riserva naturale orientata Bosco Ronchetti è un'area naturale protetta situata in provincia di Cremona tra i comuni di Stagno Lombardo e Pieve d'Olmi. È stata istituita dalla regione Lombardia con decreto di Consiglio n° 421 del 27 febbraio 2002.

## Il luogo
L'area mira a proteggere e ricostruire un'area golenale, salvaguardando i lembi di vegetazione residui e i caratteri geomorfologici plasmati dal fiume Po. Nella riserva sono stati individuati tre complessi boscati, tra i pochi esempi rimasti di consorzi forestali.

## Fonti
- Sistema Parchi Regione Lombardia [collegamento interrotto], su parchi.regione.lombardia.it.
- Ministero dell'ambiente e della tutela del territorio e del mare, Elenco Ufficiale delle Aree Naturali Protette - 5º Aggiornamento 2003 Archiviato il 4 giugno 2015 in Wikiwix..